# Прекрасный часослов герцога Беррийского
Прекрасный часослов герцога Беррийского (фр. Les Belles Heures du duc de Berry) — иллюминированная рукопись начала XV века. Создана по заказу Жана Беррийского братьями Лимбург. Хранится в средневековом собрании Клойстерс музея Метрополитен, Нью-Йорк.
В инвентаре 1413 года хранитель библиотеки герцога Робине д’Этамп описывает эту рукопись как:
| … прекрасный часослов, очень хорошо и богато иллюстрированный. В начале его располагается изящно написанный и иллюстрированный календарь; к нему примыкают сцены жития и мученичества Святой Екатерины; далее следуют четыре Евангелия и две молитвы к нашей возлюбленной Деве; с них начинаются часы Девы Марии и различные другие часы и молитвы… |

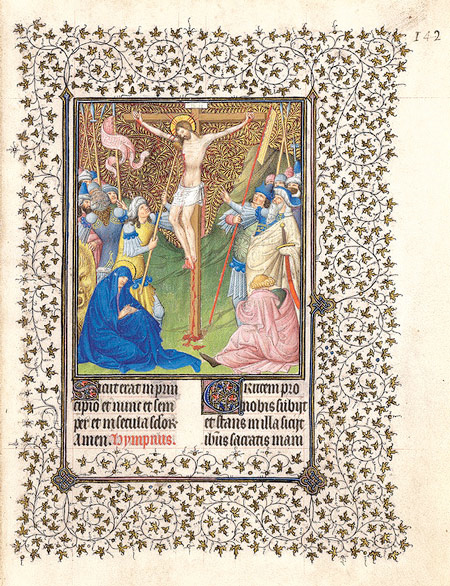
Лист 142. «Распятие»

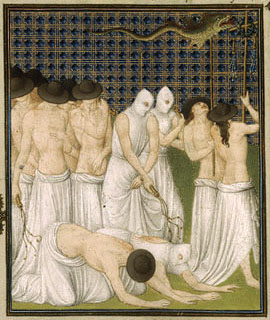
Деталь шествия флагеллантов

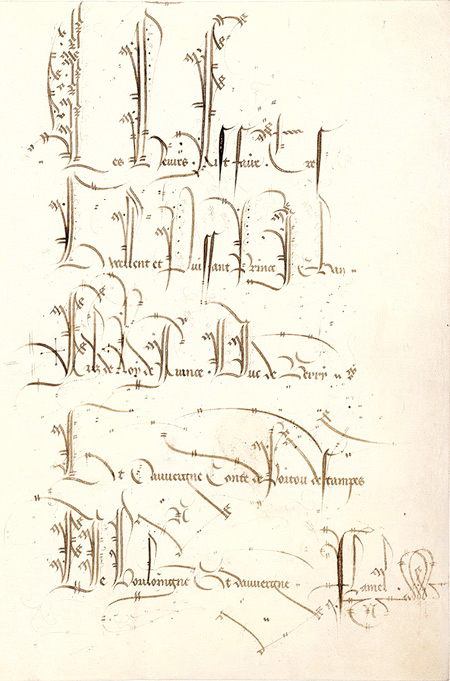
Фолио 1r с тщательно продуманной надписью ex libris

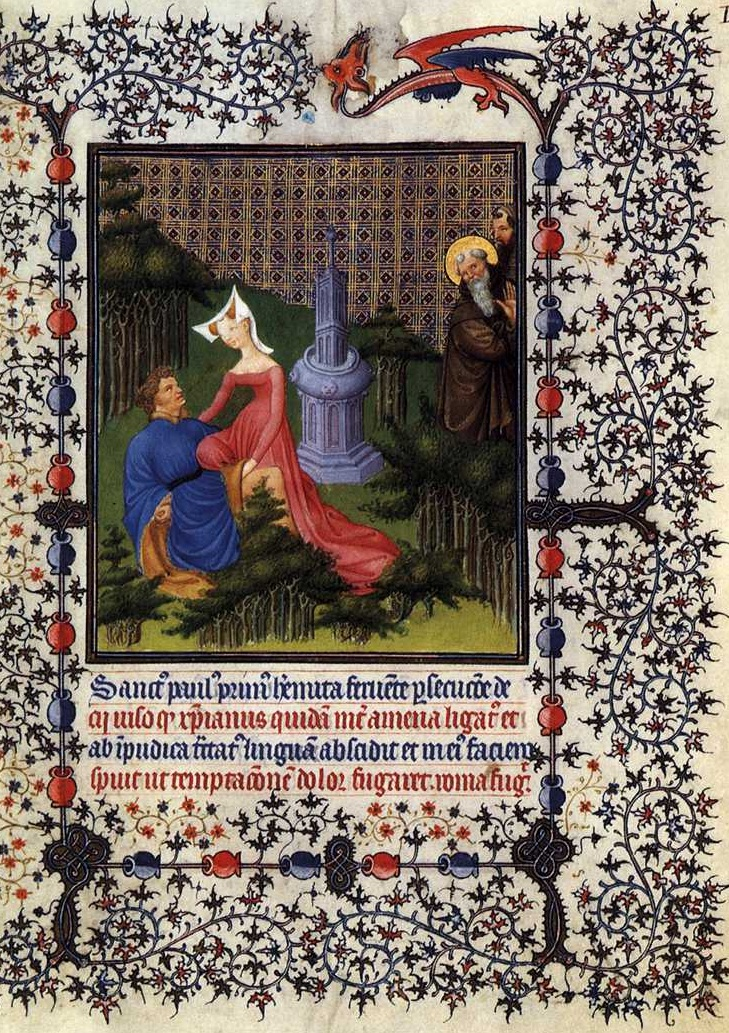
История святого

Имена художников, работавших над часословом, не упомянуты, сказано лишь, что он выполнен «работниками» герцога. Однако историки искусства, основываясь на стилистическом сходстве, уверенно приписывают авторство миниатюр братьям Лимбург. Об общем количестве художников, работавших над рукописью, данных нет. Точное время поступления братьев на службу к герцогу Беррийскому неизвестно: до этого они (по крайней мере двое из них) были миниатюристами Филиппа Смелого. В период с 1405 по 1408 годы имена братьев не упоминаются в источниках. М. Мисс полагая, что часослов был завершён в 1408 или 1409 году, считал, что работа над ним началась в 1405-м. До Мисса создание Прекрасного часослова относили на более поздние даты. Он же приписывал большинство миниатюр часослова Полю Лимбургу.
У исследователей не вызывает сомнений то, что манускрипт был заказан именно Жаном Беррийским: пять листов часослова занимают изображения гербов герцога, среди миниатюр — два его портрета в образе молодого человека (листы 91 и 223v).
Прекрасный часослов — первая работа братьев Лимбург для герцога Беррийского. Темы для миниатюр взяты из «Золотой легенды» Иакова Ворагинского: житие Богоматери, Процессия Святого Григория, история Бруно и Диокре, история Святого Иеронима и отшельников Антония и Павла; жития Екатерины Александрийской (особо почитаемой в роду Валуа).
Размер страниц 238 х 170 мм. Всего в часослове 172 страницы из пергамена. Миниатюры выполнены тушью и темперой с использованием золота.
После смерти Жана Беррийского Прекрасный часослов приобрела Иоланда Арагонская, герцогиня Анжуйская. В Собрание The Cloisters поступил из коллекции семьи Ротшильдов (французская ветвь).